# Honda FX650-Vigor
Honda FX650-Vigor je motocykl japonského výrobce motocyklů Honda, kategorie enduro.

## Historie
Model FX650-Vigor byl vyráběn v letech 1999–2002. Jeho předchůdcem byl model Honda SLR-650.

## Technické parametry
- Suchá hmotnost: 161 kg
- Rám: dvojitý ocelový
- Druh kol: jednoduchá drátová
- Ráfky:
- Nejvyšší rychlost: 160 km/h
- Spotřeba paliva: